# 충청남도아산교육지원청
충청남도아산교육지원청(忠淸南道牙山敎育支援廳, Asan Office of Education)은 충청남도 아산시를 관할하는 충청남도교육청 산하의 교육지원청이다.
교육장은 장학관으로 보한다.

## 산하 기관

### 초등학교
| - 거산초등학교 - 관대초등학교 - 금곡초등학교 - 금성초등학교 - 남창초등학교 - 도고온천초등학교 - 도고초등학교 - 동덕초등학교 - 동방초등학교 - 둔포초등학교 - 모산초등학교 | - 배방초등학교 - 선장초등학교 - 송곡초등학교 - 송남초등학교 - 신광초등학교 - 신리초등학교 - 신창초등학교 - 신화초등학교 - 쌍룡초등학교 - 아산공수초등학교 - 아산남성초등학교 | - 아산북수초등학교 - 아산용연초등학교 - 연화초등학교 - 염작초등학교 - 염티초등학교 - 영인초등학교 - 오목초등학교 - 온양권곡초등학교 - 온양동신초등학교 - 온양신정초등학교 - 온양온천초등학교 | - 온양중앙초등학교 - 온양천도초등학교 - 온양초등학교 - 온양초사초등학교 - 온양풍기초등학교 - 용화초등학교 - 월랑초등학교 - 음봉초등학교 - 인주초등학교 - 충무초등학교 - 탕정초등학교 - 탕정미래초등학교 |

### 중학교
| - 도고중학교 - 둔포중학교 - 모산중학교 - 선도중학교 - 설화중학교 - 송남중학교 | - 신창중학교 - 아산배방중학교 - 아산중학교 - 영인중학교 - 온양신정중학교 | - 온양여자중학교 - 온양용화중학교 - 온양중학교 - 온양한올중학교 | - 음봉중학교 - 인주중학교 - 탕정중학교 |

### 특수학교
| - 아산성심학교 |